# Hình quạt tròn

Hình quạt tròn màu xanh lá cây; cung tròn

Trong hình học phẳng, hình quạt tròn là phần của hình tròn được giới hạn bởi hai bán kính và cung tròn chắn bởi hai bán kính này.
Diện tích của hình quạt tròn {\displaystyle S} chắn bởi hai bán kính tạo thành một góc θ được đo bằng radian, trong một hình tròn bán kính {\displaystyle R} được tính bằng công thức sau:
{\displaystyle S=\pi R^{2}\cdot {\frac {\theta }{2\pi }}=R^{2}\cdot \left({\frac {\theta }{2}}\right)={\frac {1}{2}}R^{2}\theta }
Ngoài ra, diện tích của hình quạt tròn {\displaystyle S} chắn bởi hai bán kính tạo thành một góc {\displaystyle n^{\circ }}, trong một hình tròn bán kính {\displaystyle R} và độ dài cung tròn {\displaystyle l} được tính bằng công thức sau:
{\displaystyle S={\frac {\pi R^{2}n^{\circ }}{360^{\circ }}}={\frac {lR}{2}}}